# Digua
Digua (kinesiska: 地瓜, 地瓜镇) är en köping i Kina. Den ligger i provinsen Guizhou, i den sydvästra delen av landet, omkring 200 kilometer sydväst om provinshuvudstaden Guiyang. Antalet invånare är 20049. Befolkningen består av 9 641 kvinnor och 10 408 män. Barn under 15 år utgör 32 %, vuxna 15-64 år 59 %, och äldre över 65 år 7,0 %.